# 今日香港，明日臺灣

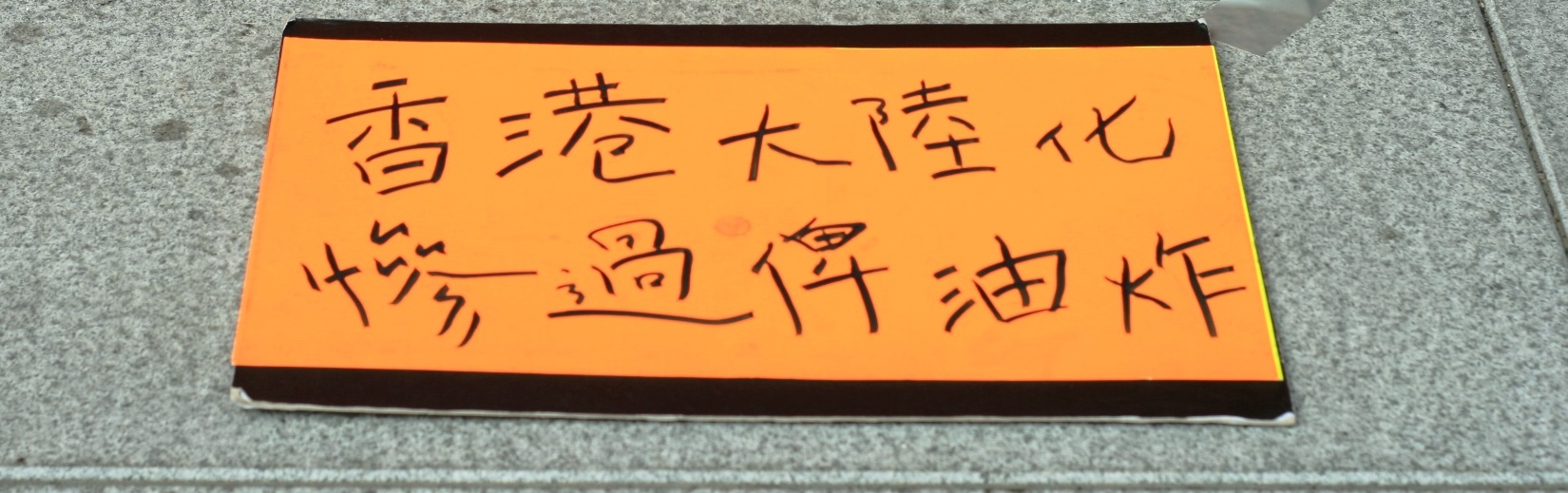
香港人抗議中國大陸的標語

今日香港，明日臺灣是2014年4月發生在臺灣的太陽花學運，當時流傳的主要訴求和口號。口号主要涵意為，關於香港回归后的发展，中国大陆與香港签署的经贸协议，提振了香港经济，但也加深了对中国大陆的依赖，台湾應警惕要通过服贸协议可能帶來的台湾「中国大陆化」負面效應，香港工资被迫压低、香港资產泡沫化、香港贫富差距嚴重化、中资渗透间接影响政策、各領域之陆港矛盾等。日后，成为表达港台命运共同体的标语。
《七十年代》月刊創辦人李怡回顧「今日香港，明日台灣」的30年變遷比較了香港回歸17年和台灣的差別：台灣政治民主似乏善可陳，經濟發展速度，落後於大陸與香港，但台灣的公民社會逐步走向完善，自主意識強化，和香港公民社會及香港政府機構在中共和大陸人的侵凌下的大倒退形成對比。臺灣的太陽花運動是不少香港人臉書傳遞的訊息，該運動在香港新聞報導佔重要篇幅，表達支持和同情該運動的香港人的主軸表達。然而「今日台灣，明日香港」是繼2014年台灣的太陽花運動的口号所衍生出的的另一个口號，香港中文大學學生會會長張秀賢認為，在台灣人引香港現况為戒後，香港產生社會運動而成「今日台灣，明日香港」的情况可能性相當高，香港可以使用臺灣太陽花運動模式而準備佔領中環，讓今日台灣的抗爭成為香港的榜樣，太陽花運動的起因 《海峽兩岸服務貿易協議》，使港人回想起香港的《內地與香港關於建立更緊密經貿關係的安排》的負面感覺，香港變成台灣的前車之鑑。
大公網報導，香港反對派揚言「今日臺灣，明日香港」（用臺灣太陽花運動模式） 謀佔香港立法會。曾志豪則比喻香港為示範單位，被大陸業主收回後，原有的人權自由法治掛畫換上「愛社會主義中國」噴漆，期待「台灣反過來成為影響香港的示範單位」並為香港人自己爭取，變成「今日台灣，明日香港」。
同年，香港發生2014年香港佔領立法會事件。

## 關聯、衍生
- 今日臺灣，明日香港

- 在日本，反對逃犯條例修訂草案運動後，而成「今日香港，明日臺灣，後天沖繩」口號。[11][12][13][14]

- 2021年美軍計劃撤出阿富汗。8月15日，阿富汗塔利班攻占首都喀布尔，取得喀布尔战役胜利。阿富汗局势变化，引发台海两岸关注。台湾的國民黨人士、中國大陸官媒以「今日阿富汗，明日台灣」的說法，質疑美國誠信和蔡英文政府的親美路線。台湾人士亦有不同意见[15]。前民主進步黨立法委員郭正亮表示，台湾不是阿富汗，中国大陆不是塔利班，“关键是台湾要自立自强，不能再催眠自己‘美国会协防台湾到底’”。[16]

- 2022年俄罗斯入侵乌克兰后，再有“今日乌克兰，明日台湾”的说法，提醒台湾不要挑衅大国、也不要误判情势或跨越战争红线[17]。2022年2月23日，中华人民共和国外交部例行记者会上，凤凰卫视记者提及“还有人说，不要使今日之乌克兰成为明日之台湾；中方对此有何评论”，外交部发言人华春莹回答：“台湾当局有些人借乌克兰问题蹭热点和碰瓷，是不明智的行为。台湾的确不是乌克兰，台湾从来都是中国领土不可分割的一部分[……]”[18]2月25日，对于“今日乌克兰、明日台湾”的忧虑，中華民國國防部部長邱國正认为，乌克兰和台湾还是有差异，地缘、地理环境都有不同的地方，不能完全比照；但台湾所面对的大家都很清楚，不能相提并论。邱國正表示，“可以当参考，得到一个好的结论：自己的国家靠自己防卫。”[19]2023年2月21日，中华人民共和国外交部部长秦刚敦促，有关国家应停止拱火浇油、向中国甩锅推责和鼓噪“今日乌克兰，明日台湾”。[20]

- 2022年12月31日，前海峽交流基金會董事長洪奇昌表示，民進黨近年來慣於口號式地闡述嚴肅議題，在香港反送中時拋出的是「今日香港，明日台灣」，俄烏戰爭時也是同樣方式簡化之，如今提出「和平保台」堪稱如出一轍[21]。